# 走光性
走光性（そうこうせい、Phototaxis）は、走性の一つで、昆虫などの生物が光刺激に反応して移動することである。走光性のうち、光のある方向に近づくような行動は「正の走光性」、光から離れるような行動は「負の走光性」（走暗性、走闇性）などともいう。正負を付さず単に「走光性の生物」などと言った場合には、正の走光性を指していることが多い。
なお、植物などが日光に対して屈曲する屈光性（屈性の一つ）とは、性質を表す個体が移動する（向きを変えるだけではない）という点で異なる。

## 例
走光性を持つ生物として、蛾や甲虫、カメムシ、キリギリス、ウスバカゲロウやクサカゲロウ、ハエなどが挙げられる（諺「飛んで火に入る夏の虫」に表れる虫の動きは正の走光性による）。昆虫は紫外線により反応するため、紫外線が少ないLED照明より蛍光灯や水銀灯に集まる傾向がある。また、微生物のテトラヒメナやユーグレナ（ミドリムシ）なども正の走光性を持つ。反対にミミズ、ゴキブリなどは負の走光性を持つ。

## 理由
生物は、それぞれの生息環境に適応した正負の走光性を獲得する事によって生存確率を高めている。ユーグレナは光合成を効率よく行なう為に正の走光性を持っている。またミミズの場合、生存に適さない地表を避ける為に負の走光性を持っていると考えられている。
一方、夜行性の虫は正の走光性を持っており、その理由については以下の三つの説がある。

### コンパス説
昆虫が長距離を移動する時に方向を把握するためコンパス代わりに利用する月や太陽と誤認しているという説。月は地球からの距離が約38万キロメートルと遠いため月明りはほぼ真上からの平行光となり、それを昆虫は水平に飛行する際の指標として利用している。火災や人工光などによる照明は点光源のため、平行光に対する時と同様に光源方向に背（身体上面）を向けて飛行すると、本来の垂直方向への上昇力が光源に向けられるため、螺旋状に飛行して光源に衝突してしまう。

### オープンスペース説
昆虫が開けた空間（オープンスペース）に向けて飛ぼうとして、人工光を空の明るさと誤認するという説。

### 錯視説
昆虫が、明るい光源の周囲を実際より暗いと誤認するマッハバンドやシュブルール錯視を起こし、むしろ暗いところへ逃げ込もうとして光に向かってしまうという説。

## 人間
ヒトは暗闇を怖れるため「人間は正の走光性を持っている」ともいわれる。